# 질베르 뒤랑

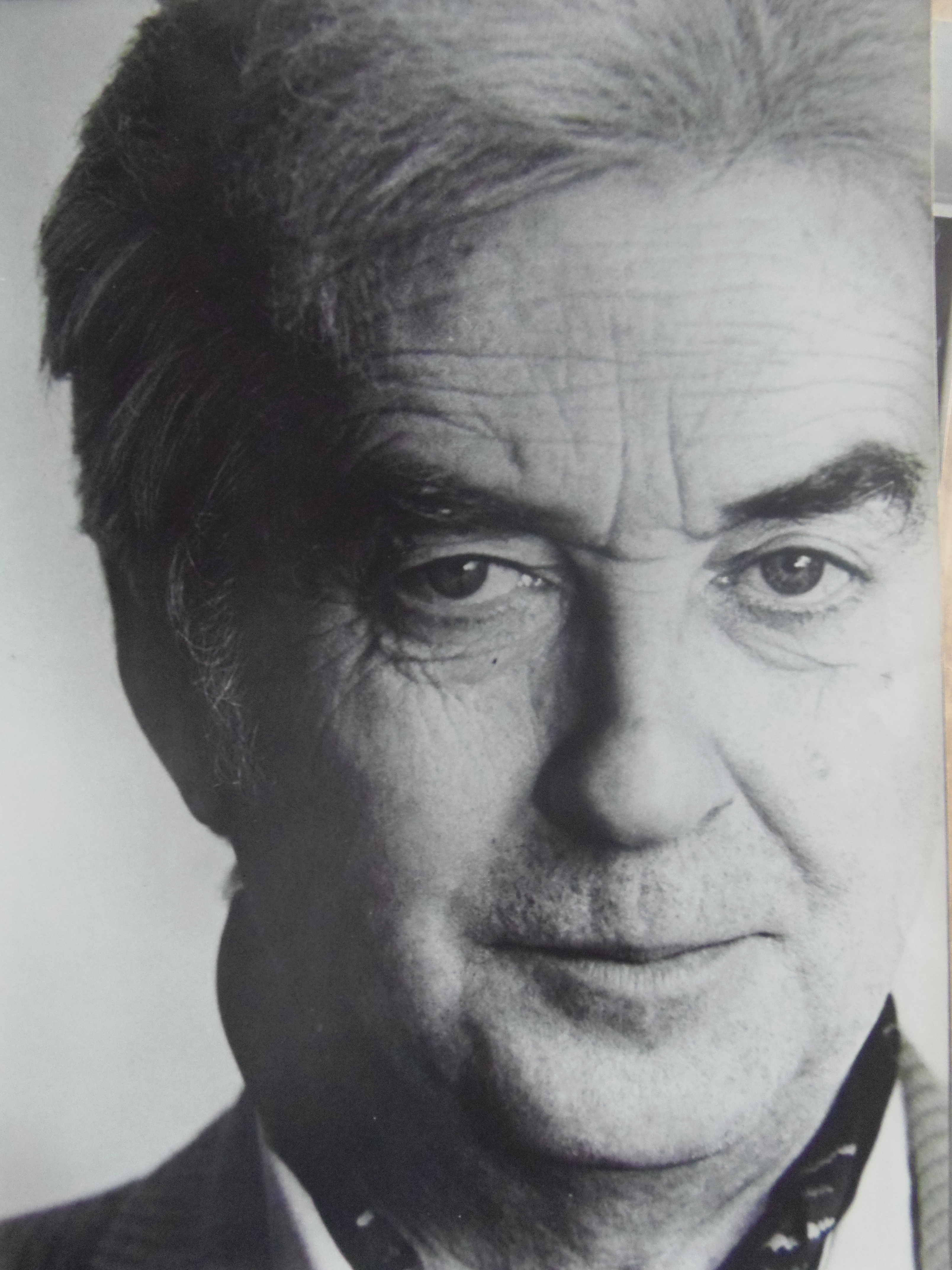

질베르 뒤랑(프랑스어: Gilbert Durand, 1921년 5월 1일 ~ 2012년 12월 7일)은 이미지와 상상력의 사회학, 상징 인류학, 신화학으로 널리알려진 프랑스의 학자이다.
그는 1947년부터 1956년까지 그르노블 2대학에서 사회학과 인류학 교수로 재직했다. 
그는 가스통 바슐라르와 카를 융, 앙리 코르뱅의 뒤를 잇는 학자이며, 동시에 미셸 마페졸리의 스승이기도 하다.